# Bad Ass
Bad Ass is een Amerikaanse actie/dramafilm uit 2012. Hij werd geregisseerd door Craig Moss en geschreven door Elliot Tishman.
De belangrijkste rollen zijn voor Danny Trejo, Ron Perlman en Shalim Ortiz.

## Verhaal
Het verhaal gaat over Frank Vega, een gedecoreerde Vietnamveteraan, die na terugkeer uit de oorlog door zijn omgeving wordt vermeden en zijn baan en zijn vriendin kwijtraakt. Ongeveer 40 jaar later redt hij in een bus een oude zwarte man van twee skinheads. Hierdoor wordt hij een lokale held en krijgt de bijnaam Bad Ass. Kort hierna wordt zijn vriend doodgeschoten, maar de politie is weinig geïnteresseerd. Vega besluit zelf op onderzoek uit te gaan.

## Rolverdeling
| Acteur               | Personage               |
| -------------------- | ----------------------- |
| Danny Trejo          | Frank Vega              |
| Charles S. Dutton    | Panther                 |
| Chris Spencer        | Martin Sr.              |
| Christine Clayburg   | News Anchor             |
| Craig Sheffer        | Attorney                |
| Danny Woodburn       | Sluggy Korn-nuts        |
| Donzaleigh Abernathy | Mother                  |
| Duane Whitaker       | Rex                     |
| Ezra Buzzington      | Feeble Clerk            |
| Frank Maharajh       | Detective Shah          |
| Harrison Page        | Klondike                |
| Isabella Cascarano   | Agata                   |
| Jennifer Blanc       | Frances                 |
| Jillian Murray       | Lindsay                 |
| John Duffy           | Martin                  |
| Joyful Drake         | Amber Lamps             |
| Patrick Fabian       | Office Malark           |
| Patricia De Leon     | Marissa                 |
| Richard Riehle       | Father Miller           |
| Ron Perlman          | Mayor Williams          |
| Sam Rubin            | Interviewer             |
| Shalim Ortiz         | Frank Vega (17-25 jaar) |
| Winter Ave Zoli      | Tatiana                 |